# Fosse Dionne
Pour les articles homonymes, voir Dionne.
La fosse Dionne est une source karstique dite source vauclusienne, située dans le centre-ville de Tonnerre (département de l'Yonne). Elle est alimentée par les infiltrations des précipitations dans le plateau calcaire avoisinant ainsi que par les pertes d'au moins une rivière. La fosse Dionne est remarquable par son débit (en moyenne 300 litres par seconde) et la taille de son réseau hydrogéologique qui s'étend jusqu'à plus de 40 km.
Sa présence est à l'origine de la création de la ville de Tonnerre. Un lavoir élaboré a été aménagé autour de la source au XVIIIe siècle.

## Hydrogéologie
La fosse Dionne est du point de vue hydrogéologique une source de type exsurgence alimentée principalement par l'infiltration des précipitations dans les couches calcaires du plateau karstique datant du Jurassique et qui avoisine la ville de Tonnerre. Mais des colorations ont démontré qu'une partie des eaux de la source sont également fournies par la Laigne qui se perd au niveau de Villaines-en-Duesmois dans le gouffre de la Garenne, à 43,5 km de Tonnerre à vol d'oiseau. Il existe également une relation entre la source et le gouffre d'Athée.
Le débit moyen est de 311 litres par seconde mais en période de crue il peut atteindre 3 000 litres par seconde (15 mars 2001). Le débit moyen mensuel constaté sur une période d'observation de 20 ans oscille entre un pic de 619 litres par seconde en janvier et un minimum de 87 litres par seconde en août.

## Histoire
À l'époque gallo-romaine, la fosse Dionne est utilisée pour alimenter en eau l'oppidum de Tornodurum, implanté sur le plateau dit des vieux châteaux qui domine la ville actuelle. La ville moderne de Tonnerre est par la suite édifiée autour de la source.

### Le lavoir
En 1758, Louis d'Éon, père du chevalier d'Éon, fait aménager la source en lavoir. Un bassin de 14 mètres de diamètre est édifié. Les lavandières sont protégées des intempéries par un toit en forme de « demi-rotonde » porté par une charpente adossée à un mur en moellons. Pour éviter toute pollution, un muret sépare la source de l'auge annulaire utilisée pour le lavage. Des foyers situés sur le pourtour du lavoir permettent de produire la cendre utilisée pour le nettoyage. Le lavoir est classé Monument historique depuis 1920.

## Exploration du réseau hydrogéologique en plongée souterraine
La source constitue une vasque profonde (d'où l'appellation de fosse) dans laquelle débouche une galerie noyée dont l'entrée haute de 2,5 mètres est visible depuis l'extérieur. Le réseau hydrogéologique souterrain a été exploré par des plongeurs malgré les difficultés créées par des boyaux étroits (étroitures) et une succession de profonds siphons nécessitant de fréquents paliers de décompression. La première exploration connue a été effectuée en 1955. La galerie s'enfonce d'abord selon un angle de 45° jusqu'à la profondeur de 32 mètres. Pour continuer l'exploration il faut franchir une chatière de 0,80 m sur 0,40 m. Puis elle remonte à deux reprises à des profondeurs proches de 0 mètre avant de s'enfoncer progressivement jusqu'à -70 m à 370 m de l'entrée, distance limite atteinte jusqu'ici par les plongeurs.
Plusieurs tentatives d'exploration ont eu lieu, notamment en 1955, 1962, 1979, 1989 et 1996 mais, à la suite de plusieurs accidents mortels (1962 et 1996), l'accès au site a été interdit en 1996. La plongée souterraine y est strictement réglementée,,.
Fin septembre 2018, Pierre-Éric Deseigne, plongeur spéléologue professionnel, obtient l'autorisation d'entrer dans la Fosse avec plusieurs objectifs en tête : poser un nouveau fil d'Ariane qui lui permettra de retrouver son chemin, nettoyer la fosse des déchets jetés là, cartographier le réseau et revenir avec des images. Le 13 octobre 2019 il atteint la profondeur de -79,5 m en dépassant de 10 mètres le terminus de Patrick Jolivet de 1989,.

## Toponymie
Le toponyme Dionne aurait pour origine Divona, divinité gauloise des gouffres et des sources ; à l'époque gallo romaine la fontaine était nommée Fons Divina. Moins vraisemblablement, il aurait un rapport avec la nymphe Dioné, une Océanide de la mythologie grecque.

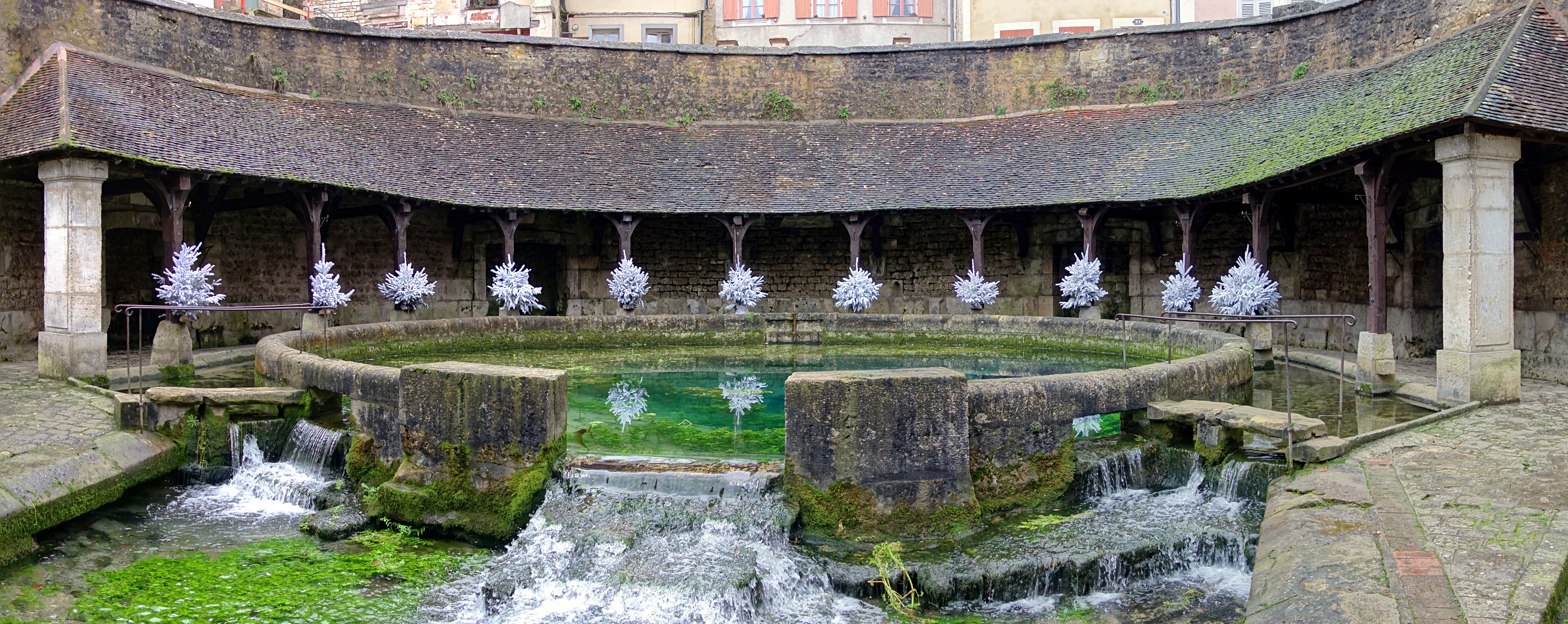
Lavoir de la Fosse-Dionne.